# Manon Azem
Pour les articles homonymes, voir Azem.
Manon Azem est une actrice franco-israélienne d'origine palestinienne, née le 12 octobre 1990 dans le 12e arrondissement de Paris. Elle se revendique « franco-palestinienne ».
Active dans le doublage, Manon Azem est notamment la voix française régulière de Debby Ryan ; elle a également été celle d'Emma Watson de 2001 à 2015, entre autres pour la série de films Harry Potter.
Pendant six saisons, elle a incarné Dunk, l'un des personnages principaux de la série Trop la classe ! sur Disney Channel. Elle est également connue pour son rôle de l'adjudant Sara Casanova dans la série télévisée Section de recherches.

## Biographie
Manon Azem naît le 12 octobre 1990 dans le 12e arrondissement de Paris. Le père de Manon Azem, arabe israélien d'origine palestinienne, était peintre de formation, puis décorateur et machiniste au théâtre de la Colline à Paris, tandis que sa mère est la comédienne française Laurence Jeanneret. Toutes deux apparaissent dans un épisode de Recherche appartement ou maison.
Sa famille réside « en Israël, en territoire arabe », ce qui lui permet d'avoir la double-nationalité franco-israélienne,, tout en se revendiquant « d'origine palestinienne ».
Manon Azem commence le théâtre ainsi que le doublage à l'âge de cinq ans.
En 2001, elle double la voix de l'actrice Emma Watson qui incarne Hermione Granger dans Harry Potter à l'école des sorciers. Elle en devient ensuite la voix française officielle, notamment dans tous les films de la saga Harry Potter jusqu'en 2015. Elle décide de ne plus la doubler car, selon elle, sa voix est devenue trop grave et incompatible avec celle de l'actrice britannique. En 2021, elle retrouve l’actrice dans le documentaire Harry Potter : Retour à Poudlard puis l'année suivante dans la publicité du parfum Paradoxe de Prada dans laquelle Emma est mise en avant.
Elle est également la voix française de Debby Ryan dans Jessie et de Joy Lauren dans Desperate Housewives.
En 2006, elle apparaît dans l'épisode Mauvaise pente de la série Diane, femme flic réalisé par Marc Angelo.
Après l'obtention de son baccalauréat, elle intègre la classe libre, promo 29, du Cours Florent à Paris.
De 2006 à 2010, elle joue dans la série française de Disney Channel Trop la classe ! Elle y incarne l'un des personnages principaux, Dunk, ainsi que dans sa suite Trop la classe café ! en 2011.
De 2008 à 2011, elle double l'actrice Andrea Duro qui joue le personnage principal de Joy Freire dans la série espagnole Physique ou Chimie.
En 2010 et 2011, au cinéma, elle joue des petits rôles dans les films Il reste du jambon ? d'Anne Depétrini et Beur sur la ville de Djamel Bensalah.
À partir de 2012, elle joue le personnage de Mireille dans la web-série En passant pécho.
Elle intègre la série télévisée Section de recherches de TF1 lors du 8e épisode de la saison 7, tournée en 2012 et diffusée en 2013. Elle y incarne l'adjudant Sara Casanova jusqu'au 4e épisode de la saison 11, tourné en mars 2016. Elle prend la décision de quitter la série car elle a « envie de découvrir d'autres choses, vivre une autre vie, et débuter des cours de théâtres à Cannes », et ne souhaitait pas rester attachée à un seul personnage. Elle y revient en tant qu'invitée en faisant une apparition dans le dernier épisode de la saison 12 en 2018 puis en jouant dans les deux premiers épisodes de la saison 13 en 2019.
En 2017, elle tient l'un des rôles principaux du film Gangsterdam de Romain Levy, aux côtés de Kev Adams et Côme Levin.
En 2018, elle double Taelia dans le jeu vidéo World of Warcraft.
En 2022, elle obtient un premier rôle dans la série Détox.
En 2024, elle est au casting du téléfilm américain Savoring Paris,, une romance.

### Vie privée
Elle a été mariée avec Vinnie Dargaud,, acteur de Scènes de ménages et ancien acteur de Clem, de 2014 à 2024.
En avril 2024, elle déclare être victime de harcèlements (menaces de meurtre et de viol) sur « ses réseaux sociaux » à la suite de sa prise de position en faveur du peuple palestinien ; harcèlements amplifiés par un tweet de l'animateur Arthur, qui a, par la suite, appelé personnellement l'actrice pour s’excuser, expliquant qu'il n'avait pas du tout anticipé que son tweet pourrait provoquer un tel déchaînement de haine à son encontre. Elle explique également avoir « très peur d’aller en Israël maintenant, parce qu’il y a une loi qui a été mise en place là-bas, un régime particulier pour les arabes où tu ne peux pas prendre la parole. Moi, j’ai le passeport et j’ai pris beaucoup la parole sur mes réseaux, donc j’ai très peur d’arriver là-bas »,.

## Filmographie

### Cinéma

#### Longs métrages
- 2010 : Il reste du jambon ? d'Anne Depétrini : Dounia
- 2011 : Beur sur la ville de Djamel Bensalah : Une fille de la cité des femmes
- 2017 : Gangsterdam de Romain Levy : Nora
- 2018 : Burn Out de Yann Gozlan : Leyla
- 2018 : Tamara Vol.2 d'Alexandre Castagnetti : Élodie
- 2019 : Girls with Balls de Olivier Afonso : Morgane
- 2021 : Friendzone de Charles Van Tieghem : Maud
- 2023 : BDE de Michaël Youn : Barbara
- 2024 : Six Jours de Juan Carlos Medina : Nowak
- 2025 : Le Routard de Philippe Mechelen : Sofia Berrada
- 2025 : Y'a pas de réseau d'Édouard Pluvieux : Chris

#### Court métrage
- 2016 : Pas de rêve pas de baise de Sabrina Amara : Hind

### Télévision
- 2006 : Diane, femme flic : Julia Rachdi (épisode 4, saison 4)
- 2006-2010 : Trop la classe ! : Dunk
- 2010 : Trop la classe verte ! de Dimitri Bodiansky et Johan Chiron : Dunk (téléfilm)
- 2011 : Trop la classe café ! : Dunk (26 épisodes)
- 2013-2017 : Section de recherches : Adjudant Sara Casanova (42 épisodes, saisons 7 à 11)
- 2017 : La Mante : Lucie Carrot (mini-série, 6 épisodes)
- 2018 : Section de recherches : Sara Casanova (épisode 14, saison 12)
- 2019 : Les Ombres rouges de Christophe Douchand : Clara Ivaldi (mini-série)
- 2019 : Section de recherches : Sara Casanova (épisodes 1 et 2, saison 13)
- 2019 : Prise au piège de Karim Ouaret : Malika Douar
- 2021 : M'abandonne pas de Didier Bivel : Fanny (téléfilm)
- 2021 : Ils étaient dix de Pascal Laugier : Kelly Nessib (mini-série)
- 2021 : Un homme d'honneur de Julius Berg : Gabrielle Daguerre (mini-série)
- 2021 : Hashtag Boomer de Constance Maillet : Dany (mini-série)
- 2022 : Détox de Marie Jardillier : Manon (mini-série)
- 2024 : Mercato de David Hourrègue : Nora Kader
- 2024 : Ella in Paris (Savoring Paris) de Clare Niederpruem : Clotilde Aubergel (téléfilm)

### Web-série
- 2013-2016 : En passant pécho : Mireille (4 épisodes)

## Doublage

### Cinéma

#### Films
- Emma Watson dans (13 films) :
  - Harry Potter à l'école des sorciers (2001) : Hermione Granger
  - Harry Potter et la Chambre des secrets (2002) : Hermione Granger
  - Harry Potter et le Prisonnier d'Azkaban (2004) : Hermione Granger
  - Harry Potter et la Coupe de feu (2005) : Hermione Granger
  - Harry Potter et l'Ordre du phénix (2007) : Hermione Granger
  - Harry Potter et le Prince de sang-mêlé (2009) : Hermione Granger
  - Harry Potter et les Reliques de la Mort, première partie (2010) : Hermione Granger
  - Harry Potter et les Reliques de la Mort, deuxième partie (2011) : Hermione Granger
  - My Week with Marilyn (2012) : Lucy
  - Le Monde de Charlie (2012) : Sam
  - The Bling Ring (2013) : Nicki
  - C'est la fin (2013) : Emma Watson[N 1]
  - Régression (2015) : Angela Gray
- Luana Patten dans :
  - Mélodie Cocktail (1948/1998[N 2]) : elle-même
  - Danny, le petit mouton noir (1948/1998[N 3]) : Tildy
- Ronda Rousey dans :
  - Expendables 3 (2014) : Luna
  - Entourage (2015) : elle-même
- 2001 : L'Affaire du collier : Jeanne jeune (Hayden Panettiere)
- 2002 : Le Vaisseau de l'angoisse : Katie Harwood (Emily Browning)
- 2004 : 30 ans sinon rien : Jenna à 13 ans (Christa B. Allen)
- 2008 : Wild Child : Harriet (Georgia King)
- 2012 : Action ou Vérité : Eleanor (Jennie Jacques)
- 2016 : Hardcore Henry : Estelle (Haley Bennett)
- 2017 : Spider-Man: Homecoming : Liz Allen (Laura Harrier)
- 2018 : En eaux troubles : Jaxx Herd (Ruby Rose)
- 2023 : Joy Ride : Lolo Chen (Sherry Cola)

#### Films d'animation
- 1986[N 4] : Le Château dans le ciel : Sheeta
- 1999 : Le Roi et moi : la princesse Ying
- 2002 : Lilo et Stitch : une amie de Lilo
- 2020 : Phinéas et Ferb, le film : Candice face à l'univers : Candice Flynn (voix parlée uniquement)
- 2022 : Entergalactic : Carmen[N 5]

### Télévision

#### Téléfilm
- 2011 : Zack et Cody, le film : Bailey Pickett (Debby Ryan)

#### Séries télévisées
- Debby Ryan dans (9 séries) :
  - La Vie de croisière de Zack et Cody (2008-2011) : Bailey Pickett (71 épisodes)
  - Les Sorciers de Waverly Place (2009) : Bailey Pickett (saison 2, épisode 25)
  - Hannah Montana (2009) : Bailey Pickett (saison 3, épisode 19)
  - Jessie (2011-2015) : Jessie Prescott (98 épisodes)
  - The Glades (2012) : Christa Johnson (saison 3, épisode 8)
  - Bonne chance Charlie (2013) : Jessie Prescott (saison 3, épisode 7)
  - Austin et Ally (2014) : Jessie Prescott (saison 3, épisode 18)
  - Le Monde de Riley (2015) : Aubrey Macavoy (saison 1, épisode 21)
  - Les Mystères de Laura (2016) : Lucy Diamond (saison 2, épisodes 15 et 16)

- Joy Lauren dans :
  - Desperate Housewives (2004-2011) : Danielle Van De Kamp (78 épisodes)
  - Private Practice (2007) : Darcy (saison 1, épisode 8)

- 2002 : Dead Zone : Lindsay Davis (Stephanie Wyder) (saison 1, épisode 6)
- 2004-2005 : Summerland : Nicole « Nikki » Westerly (Kay Panabaker) (26 épisodes)
- 2006-2008 : Jericho : Allison Hawkins (Jazz Raycole) (14 épisodes)
- 2007 : Dr House : Eve (Katheryn Winnick) (saison 3, épisode 12)
- 2008-2011 : Physique ou Chimie : Joy Freire (Andrea Duro) (77 épisodes)
- 2010 : Merlin : Elena (Georgia King) (saison 3, épisode 6)
- 2015 : Once Upon a Time : Nimue (Caroline Ford) (3 épisodes)
- 2017 : Inhumans : Jen (Jamie Gray Hyder) (3 épisodes)
- 2017 : The Deuce : Donna « Darlene » Pickett (Dominique Fishback) (1re voix, saison 1)
- 2017-2019 : This Is Us : Shana, la mère de Deja (Joy Brunson) (8 épisodes)
- 2021 : American Horror Stories : Connie (Noah Cyrus) (saison 1, épisode 7)
- 2021 : The Big Leap (en) : Gabby Lewis (Simone Recasner)
- 2022 : The Dropout : Arizona Doctor (Sarah Haruko) (mini-série)

#### Téléfilms d'animation
- 2011 : Phinéas et Ferb, le film : Voyage dans la 2e dimension : Candice Flynn
- 2013 : Phinéas et Ferb : Mission Marvel : Candice Flynn
- 2014 : Phinéas et Ferb : Mission Star Wars : Candice Flynn

#### Séries d'animation
- 2002-2005 : Stanley : Mimi
- 2003 : Lilo et Stitch, la série : Mertle Edmonds (1re voix)
- 2008-2015 : Phinéas et Ferb : Candice Flynn
- 2011 : Pok et Mok : ?
- 2011 : Slash : Chen / Paula / Matilda
- 2011-2014 : Baskup - Tony Parker : Mia Rodriguez
- 2014 : Ultimate Spider-Man : Jessie Prescott
- 2023 : Gustave : divers personnages (création de voix)

#### Émission
- 2022 : Harry Potter : Retour à Poudlard : Emma Watson

### Autres

#### Livres audio
- 2017 : La Belle et la Bête - Histoire éternelle : tous les personnages

#### Publicité
- 2011 : Trésor Midnight Rose de Lancôme (Emma Watson)
- 2022 : Prada (Emma Watson)

#### Jeux vidéo
- 2018 : World of Warcraft: Battle for Azeroth : Taelia
- 2020 : World of Warcraft: Shadowlands : Sylvar